# Linard Gonthier
Linard Gonthier (1565-après 1642) est un peintre verrier actif à Troyes.

## En images

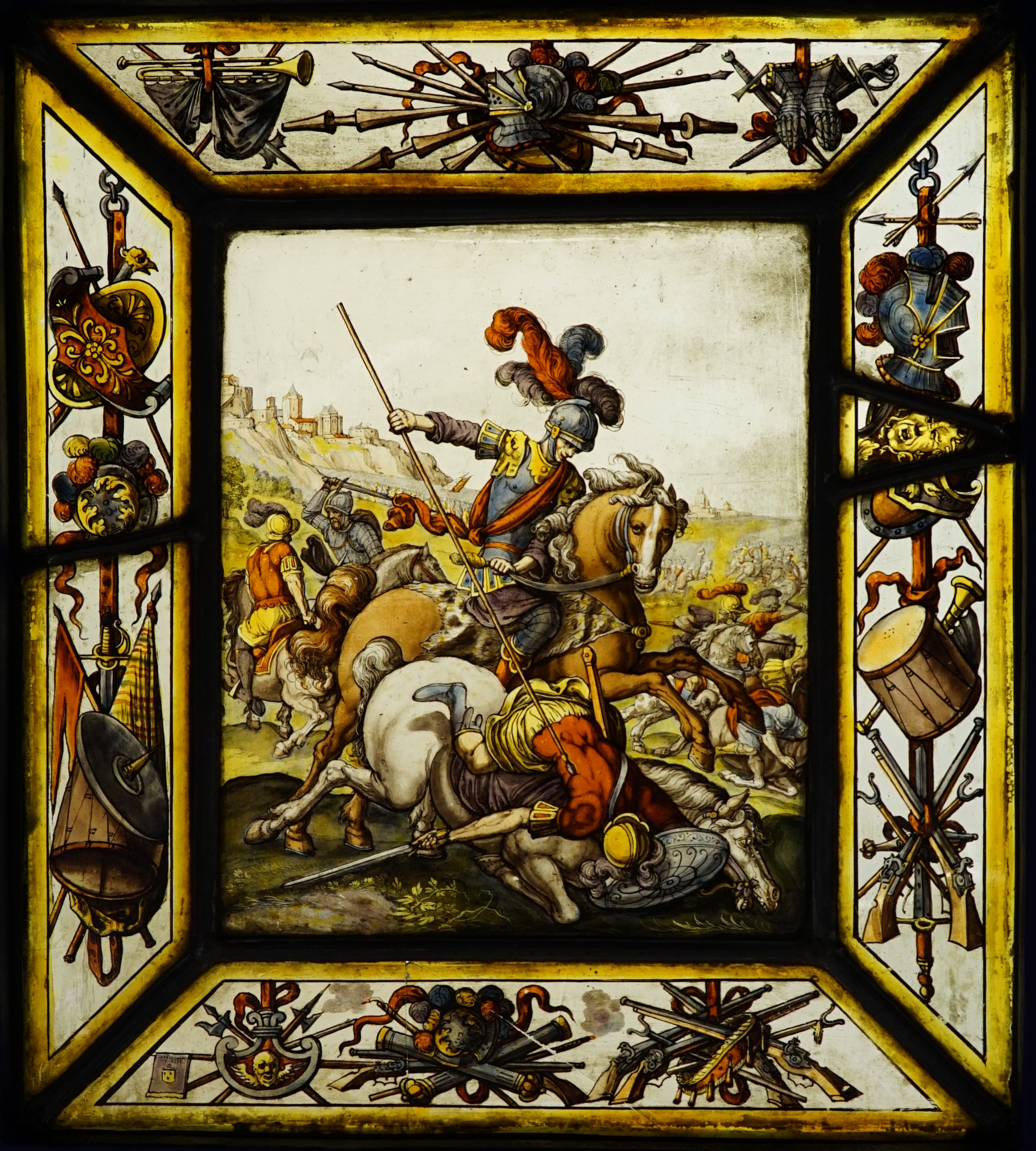
Cavalier de l'Hôtel de l'Arquebuse[2], Musée de Vauluisant
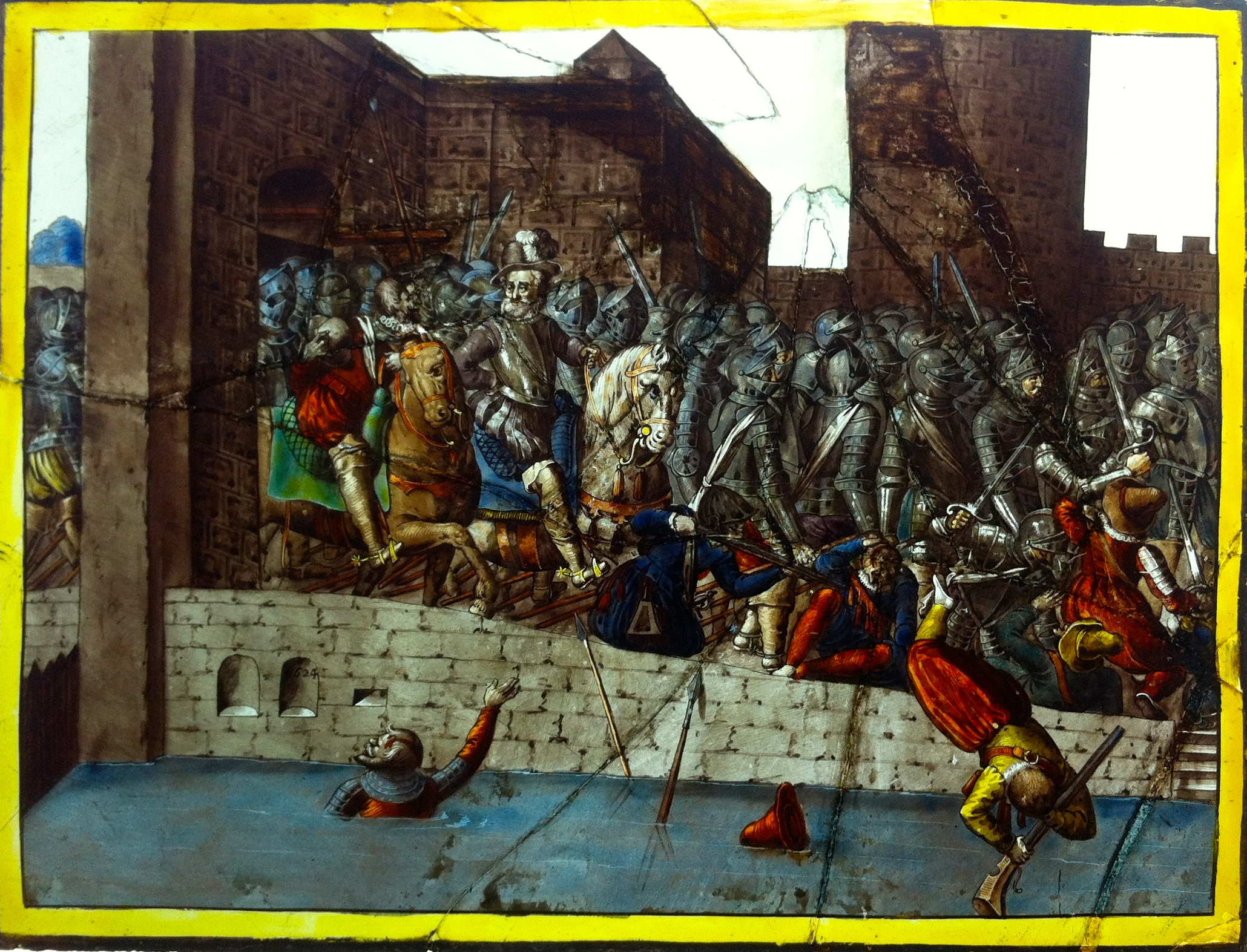
Entrée d'Henri IV à Paris, Troyes, Cité du vitrail,
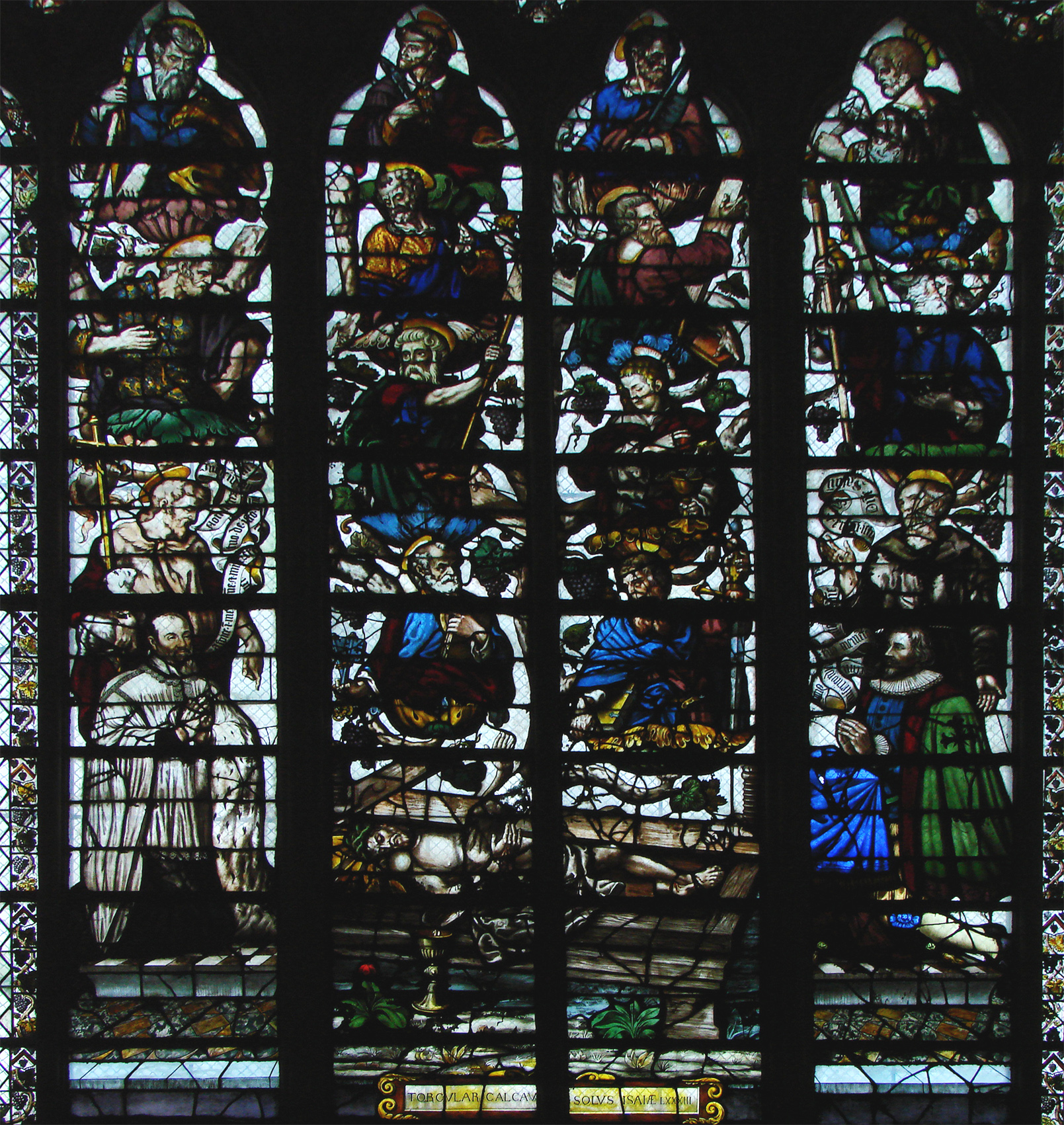
Le pressoir mystique, baie de la cathédrale de Troyes.

## Œuvres graphiques
- Pau, Musée national du château de Pau, Henri IV terrassant un centaure et la Bataille d’Ivry, dessin double face, daté de 1610, carton de vitrail pour l’Hôtel de l’Arquebuse à Troyes, gravé par Hogenberg.
- Troyes, Musée des Beaux-Arts, Un Arquebusier, achat de la ville à la vente Lebrun-Dalbanne, 29 mai 1884, no 67, Troyes.